# Liste der Einträge im National Register of Historic Places im Mills County (Texas)
Die Liste der Registered Historic Places im Mills County führt alle Bauwerke und historischen Stätten im texanischen Mills County auf, die in das National Register of Historic Places aufgenommen wurden.

## Aktuelle Einträge
| Lfd. Nr. | Name im NRHP              | Bild | Datum der Eintragung | Adresse/Lage                            | Ort         | NRHP-ID  | Beschreibung |
| -------- | ------------------------- | ---- | -------------------- | --------------------------------------- | ----------- | -------- | ------------ |
| 1        | Mills County Courthouse   |      | 8. Nov. 2000         | 1011 Fourth St.                         | Goldthwaite | 00001359 |              |
| 2        | Mills County Jailhouse    |      | 8. Mai 1979          | Fisher and 5th Sts.                     | Goldthwaite | 79002994 |              |
| 3        | Regency Suspension Bridge |      | 12. Dez. 1976        | 0.75 mi. S of Regency at Colorado River | Regency     | 76002052 |              |